# Konjiček
Konjíček je najljubše delo, ki ga nekdo počne v svojem prostem času. Drugo ime za konjiček je hóbi ali tudi po angleškem izvirniku hóbby.

## Kratek seznam konjičkov
- zbiranje in preučevanje poštnih znamk
- fotografiranje
- zbiranje in preučevanje denarja
- spuščanje zmajev
- modelarstvo
- maketarstvo
- radioamaterstvo
- pletenje, šivanje
- ljubiteljska astronomija